# Wim Kos

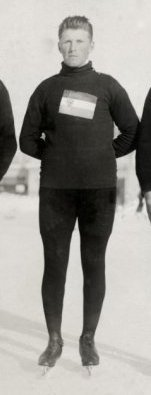
Wim Kos

Willem (Wim) Kos (Oudkarspel, 8 februari 1904 – aldaar, 8 maart 1930) was een Nederlands schaatser. Hij was lid van de eerste Nederlandse olympische ploeg die deelnam aan de Winterspelen.
Nederland vaardigde in 1928 voor het eerst een olympische ploeg af naar de Winterspelen in Sankt Moritz, nadat in 1924 Chamonix-Mont-Blanc de eer had de eerste Olympische Spelen voor wintersporten te organiseren. Twee schaatsers en vijf bobsleeërs vormden de ploeg in Sankt Moritz. Samen met Siem Heiden vertegenwoordigde Kos het schaatsende deel van de ploeg.
Kos nam deel aan drie onderdelen op de Winterspelen van 1928. Hij volbracht echter slechts twee races tot een eind door een val op de 1500 meter.
Kos overleed aan de gevolgen van tuberculose.

## Resultaten
| jaar | NK Allround | EK Allround | Olympische Spelen           | WK Allround |
| ---- | ----------- | ----------- | --------------------------- | ----------- |
| 1925 |             | 8e          |                             | -           |
| 1926 |             | -           |                             | -           |
| 1927 |             | -           |                             | -           |
| 1928 |             | 19e         | 33e 500m NF 1500m 19e 5000m | 17e         |
| 1929 | 4e          | -           |                             | 11e         |

### Medaillespiegel
| kampioenschap     | goud | zilver | brons |
| ----------------- | ---- | ------ | ----- |
| NK Allround       | 0    | 0      | 0     |
| EK Allround       | 0    | 0      | 0     |
| Olympische Spelen | 0    | 0      | 0     |
| WK Allround       | 0    | 0      | 0     |